# Русские в Башкортостане

Расселение русских в РБ

Русские в Башкортостане — русское население Башкортостана, численность которого по переписи населения 2010 года — 1 432 906 человек (35,19 % населения республики).
Русские — самый многочисленный народ Башкортостана; около 83 % из них — городские жители.
Среди русских в Башкортостане выделяют две национальные группы — казаков и поморов.

## История

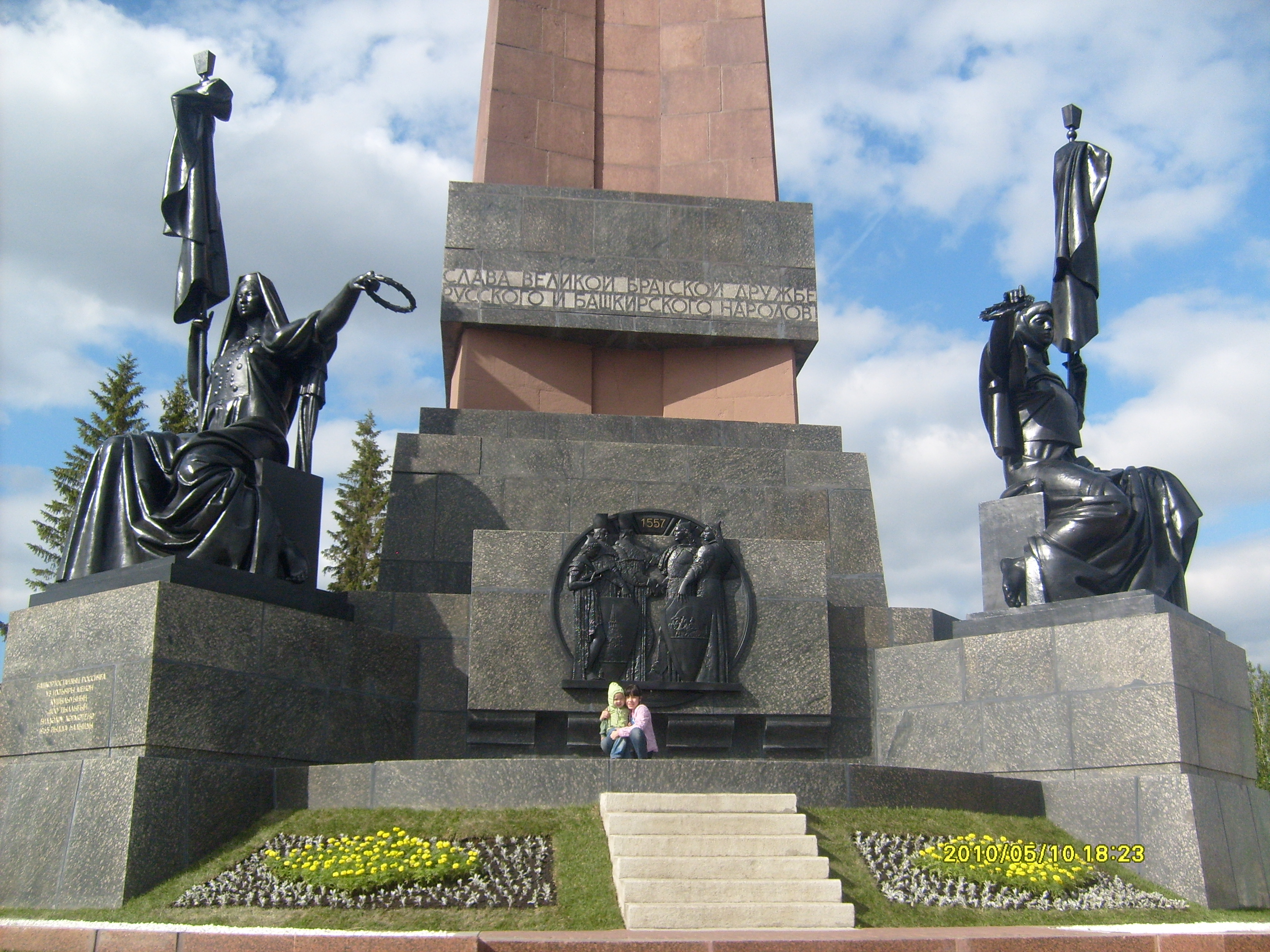
Монумент дружбы между народами. г. Уфа

Первыми русскими населёнными пунктами на Урале явились:
- 1586, Уфа,
- 1591 Оса
- 1645, Мензелинск
- 1667, Бирск

Вокруг перечисленных пунктов стали появляться деревни и сёла русских крестьян.
В настоящее время около 83,0 % русских проживают в городах Республики.
Русское сельское население составляет 258,4 тыс. человек (17,3 %) и расселено по территории республики неравномерно. Более компактно оно представлено в центральном, северо-восточном и южном регионах республики. В Архангельском, Иглинском, Бирском, Уфимском и Благовещенском районах центрального подрайона РБ доля русских в их населении составляет от 40 до 65 %. В Бураевском, Балтачевском и Чекмагушевском районах доля русских приходится около 2 % населения. Для свободы общения русские изучают языки других народов, населяющих республику. По данным переписи населения 2002 году 14,8 тыс. русских республики указали, что владеют башкирским и 21,5 тыс. — татарским языком.
В целом уклад жизни русских в Башкортостане не отличается от уклада их жизни в других районах РФ с таким же климатом. В годы советской власти постепенно стирались различия между нациями РБ, происходил расцвет национальных особенностей и взаимообогащение культур народов РБ. В 70-х годах XX века здесь сложилась историческая общность людей — советский народ, имеющая общие характерные черты.
Символом дружбы между народами Республики Башкортостан является установленный в Уфе монумент дружбы. На открытии монумента народный поэт Башкирии М. Карим сказал: «Мы завещаем потомкам. Пока стоят горы Урала, пока текут воды Агидели, пока матери кормят грудью своих детей — быть верными знамени дружбы и братства, обагренному совместно пролитой кровью, осенённому общей славой».
Традиционная духовная и материальная культура, социальное устройство, современное состояние и развитие представителей русского и всех других народов, населяющих РБ, подробно описаны в изданной в 2014 году энциклопедии Народы Башкортостана.
В республике с 1930‑х годов ведётся сбор и изучение фольклора русских, населяющих республику. Этим занимаются учёные Башкирской НИИ языка и литературы. Ими организовывались экспедиции в Белорецкий, Баймакский, Хайбуллинский, Кигинский и др. районы республики. Собранные материалы были опубликованы в книге «Русское устное народное творчество в Башкирии» (1957).

## Организации

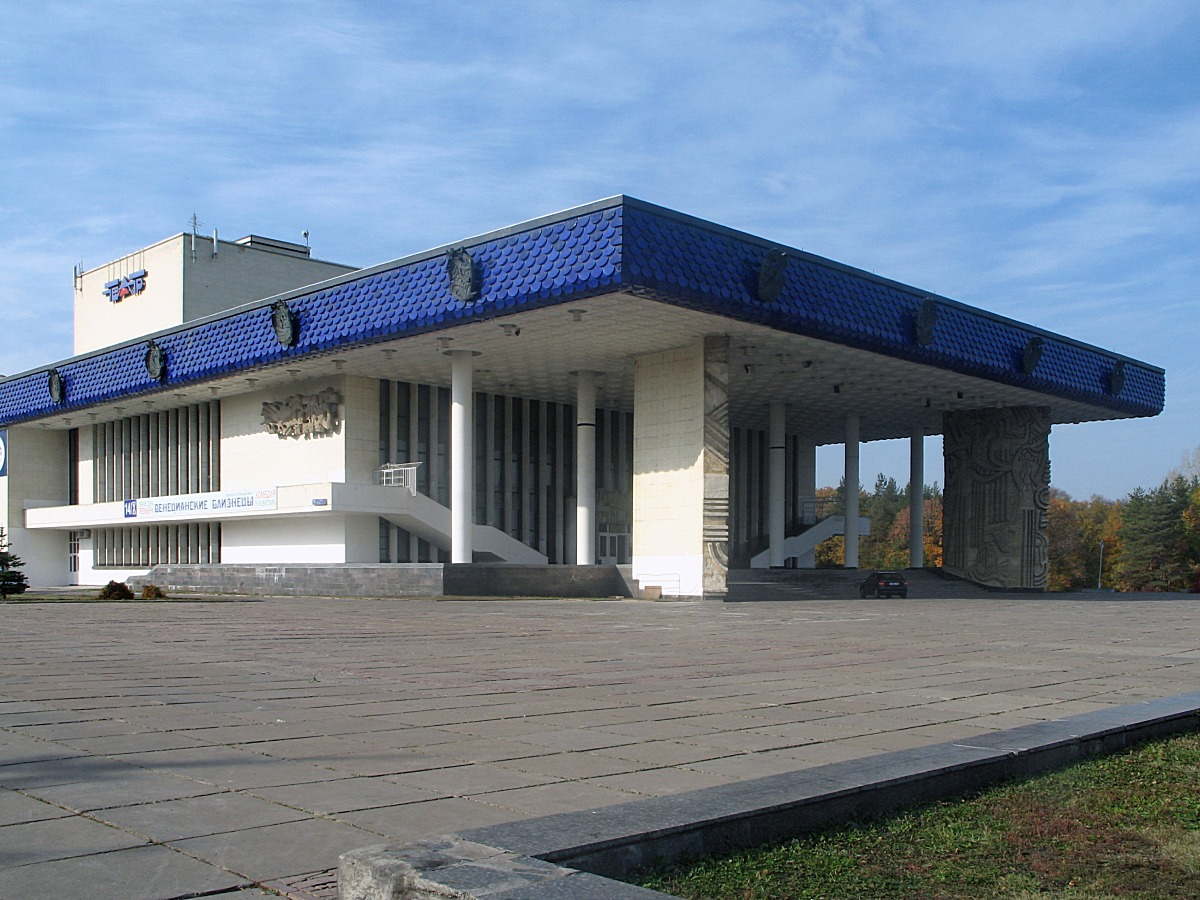
Русский академический театр драмы Башкортостана. г. Уфа

Помимо конституций РФ И РБ, в республике действуют и организации, способствующие формированию и распространению идей духовного
единства, дружбы народов Башкортостана, патриотизма, любви к родному краю и его народам. Наиболее значительная и большая — Собор русских Башкортостана, имеющая отделения в большинстве городов и районов республики.
В РБ работают русская секция Союза Писателей РБ, русские драматические театры, коллективы художественной самодеятельности, пропагандирующие русское искусство, действуют православные и др. храмы.